# عثمان دياباتي
عثمان دياباتي (مواليد 7 يوليو 1994) لاعب كرة قدم مالي يحمل الجنسية النيجرية يلعب كلاعب وسط يلعب في منتخب النيجر لكرة القدم.
لعب سابقاً لأندية الملعب المالي ودي سان بيدرو ونادي إنبي و وقع مع نادي الباطن مطلع عام 2018 و وقع مع نادي جدة في صيف 2018 و انتقل إلى نادي التقدم في صيف 2018 و نادي نفط ميسان في سنة 2020 ووقع مع نادي معيذر في عام 2021 و نادي الميناء في عام 2022 و نادي نجران في عام 2023.

## روابط خارجية
- عثمان دياباتي على موقع قاعدة بيانات كرة القدم.إي يو (الإنجليزية)
- عثمان دياباتي على موقع ناشيونال فوتبول تيمز (الإنجليزية)
- عثمان دياباتي على موقع Soccerway.com (الإنجليزية)
- عثمان دياباتي على موقع عالم كرة القدم.نت (الإنجليزية)